# Heilige Lans
Met Heilige Lans wordt meestal de lans, of beter de speer bedoeld waarmee na de dood van Jezus op het kruis een Romeins soldaat diens zijde zou hebben doorstoken. Deze speer is een van de passiewerktuigen.
Dit feit wordt enkel vermeld in het Johannesevangelie (19,33-35). Volgens die tekst stroomden er bloed en water uit Jezus' zijde bij het doorsteken. De soldaat die de speer hanteerde werd in de christelijke traditie later aangeduid als Longinus.
Dat de lans bewaard bleef werd voor het eerst (in 570) vermeld door Antoninus van Piacenza. Hij mocht het reliek aanschouwen in de basiliek van het heilig graf. Er worden op dit moment op verschillende plaatsen in de wereld voorwerpen bewaard die aanspraak maken op de titel "Heilige Lans."
- De Heilige Lans (Rome)
- De Heilige Lans (Parijs) (verdwenen tijdens de Franse Revolutie)
- De Heilige Lans (Ejmiatsin)
- De Heilige Lans (Krakau)
- De Heilige Lans (Wenen)
- De Heilige Lans (Aachen)